# Бєлкін Олег Георгійович
Олег Георгійович Бєлкін (рос. Олег Георгиевич Белкин; народився 11 квітня 1974 у м. Челябінську, СРСР) — російський хокеїст, лівий нападник. 
Виступав за: «Тівалі» (Мінськ), «Лада» (Тольятті), «Авангард» (Омськ), «Салават Юлаєв» (Уфа), «Амур» (Хабаровськ).
Чемпіон МХЛ (1996), срібний призер (1995). Срібний призер чемпіонату Росії (1997, 2005, 2006), бронзовий призер (2003, 2004).